# Daïra de Souk Naamane
Pour les articles homonymes, voir Naaman (homonymie).
La daïra de Souk Naamane est une daïra d'Algérie située dans la wilaya d'Oum El Bouaghi et dont le chef-lieu est la ville éponyme de Souk Naamane.

## Localisation
La daïra est située a l'ouest de la wilaya d'Oum El Bouaghi.
|  |                       | Aïn M'lila             |
|  | daïra de Souk Naamane | Aïn M'lila, Aïn Kercha |
|  |                       | Aïn Kercha             |

## Communes
La daïra est composéé de trois communes : Souk Naamane, Bir Chouhada et Ouled Zouaï.